# Yasukazu Tanaka
Yasukazu Tanaka (田中 雍和 Tanaka Yasukazu?,  nacido el 15 de junio de 1933) es un exfutbolista japonés que se desempeñaba como delantero.
En 1955, Tanaka jugó 4 veces para la selección de fútbol de Japón.

## Trayectoria

### Clubes
| Club            | País  | Año  |
| --------------- | ----- | ---- |
| Toyo Industries | Japón | ???? |

### Selección nacional
| Selección | País  | Año  |
| --------- | ----- | ---- |
| Absoluta  | Japón | 1955 |

## Estadística de equipo nacional
| Selección de Japón | Selección de Japón | Selección de Japón |
| Año                | Part.              | Goles              |
| ------------------ | ------------------ | ------------------ |
| 1955               | 4                  | 0                  |
| Total              | 4                  | 0                  |